# Tournoi de clôture du championnat d'Haïti de football 2016
Navigation
Tournoi précédent Tournoi suivant
Le tournoi de clôture de la saison 2016 du Championnat d'Haïti de football, est le second tournoi saisonnier de la vingt-sixième édition de la première division à Haïti. Les dix-huit meilleures équipes du pays sont regroupées au sein d’une poule unique, où elles s’affrontent une seule fois. Les quatre premiers disputent ensuite la phase finale, à élimination directe par matchs aller-retour. À l'issue du tournoi, les quatre derniers du classement cumulé 2016 sont relégués et remplacés par les deux meilleures équipes de deuxième division.
C'est le club du FICA qui remporte le tournoi après avoir battu le Réal du Cap en finale. Il s'agit du septième titre de champion de Haïti de l'histoire du FICA.

## Les clubs participants
- Aigle Noir AC
- América des Cayes
- AS Capoise
- AS Cavaly
- Baltimore SC
- Don Bosco FC
- FICA
- Inter de Grand-Goâve
- AS Mirebalais
- Ouanaminthe FC
- Petit-Goâve FC
- Racing Gonaïves
- Racing Club Haïtien
- Roulado FC
- Tempête FC
- Violette AC
- Réal du Cap
- Juventus des Cayes

## Compétition
Le barème de points servant à établir le classement se décompose ainsi :
- Victoire : 3 points
- Match nul : 1 point
- Défaite : 0 point

### Phase régulière

#### Classement
| Rang | Équipe               | Pts | J  | G | N  | P | Bp | Bc | Diff |
| ---- | -------------------- | --- | -- | - | -- | - | -- | -- | ---- |
| 1    | FICA                 | 29  | 17 | 7 | 8  | 2 | 20 | 8  | +12  |
| 2    | Ouanaminthe FC       | 29  | 17 | 7 | 8  | 2 | 19 | 12 | +7   |
| 3    | Réal du Cap          | 27  | 17 | 7 | 6  | 4 | 21 | 13 | +8   |
| 4    | AS Capoise           | 27  | 17 | 8 | 3  | 6 | 11 | 11 | 0    |
| 5    | América des Cayes    | 25  | 17 | 6 | 7  | 4 | 13 | 7  | +6   |
| 6    | Inter de Grand-Goâve | 24  | 17 | 7 | 3  | 7 | 15 | 17 | -2   |
| 7    | Aigle Noir AC        | 23  | 17 | 4 | 11 | 2 | 14 | 9  | +5   |
| 8    | Violette AC          | 21  | 17 | 4 | 9  | 4 | 14 | 12 | +2   |
| 9    | Baltimore SC         | 21  | 17 | 4 | 9  | 4 | 12 | 12 | 0    |
| 10   | Racing GonaïvesT     | 21  | 17 | 4 | 9  | 4 | 11 | 13 | -2   |
| 11   | Petit-Goâve FC       | 21  | 17 | 6 | 3  | 8 | 10 | 17 | -7   |
| 12   | AS Mirebalais        | 20  | 17 | 5 | 5  | 7 | 11 | 11 | 0    |
| 13   | Juventus des Cayes   | 20  | 17 | 5 | 5  | 7 | 25 | 27 | -2   |
| 14   | Don Bosco FC         | 20  | 17 | 4 | 8  | 5 | 12 | 15 | -3   |
| 15   | Roulado FC           | 20  | 17 | 5 | 5  | 7 | 13 | 17 | -4   |
| 16   | AS Cavaly            | 19  | 17 | 5 | 4  | 8 | 13 | 19 | -6   |
| 17   | Racing Club Haïtien  | 18  | 17 | 4 | 6  | 7 | 16 | 18 | -2   |
| 18   | Tempête FC           | 16  | 17 | 3 | 7  | 7 | 8  | 20 | -12  |

|  | Qualification pour la phase finale |
|  | T : Tenant du titre                |

### Phase finale
|  | Demi-finale    | Demi-finale    | Demi-finale | Demi-finale |             |             | Finale | Finale | Finale | Finale |
|  |                |                |             |             |             |             |        |        |        |        |
|  |                |                |             |             |             |             |        |        |        |        |
|  | Réal du Cap    | Réal du Cap    | 3           | 3           |             |             |        |        |        |        |
|  | Réal du Cap    | Réal du Cap    | 3           | 3           |             |             |        |        |        |        |
|  | Ouanaminthe FC | Ouanaminthe FC | 1           | 1           |             |             |        |        |        |        |
|  | Ouanaminthe FC | Ouanaminthe FC | 1           | 1           | Réal du Cap | Réal du Cap | 0      | 0      |        |        |
|  |                |                |             |             | Réal du Cap | Réal du Cap | 0      | 0      |        |        |
|  |                |                | FICA        | FICA        | 0           | 2           |        |        |        |        |
|  | AS Capoise     | AS Capoise     | FICA        | FICA        | 0           | 2           | 0      | 0      |        |        |
|  | AS Capoise     | AS Capoise     |             |             |             |             |        | 0      |        |        |
|  | FICA           | FICA           | 0           | 1           |             |             |        |        |        |        |
|  | FICA           | FICA           | 0           | 1           |             |             |        |        |        |        |

## Bilan de la saison
| Championnat d'Haïti de football 2016 |                         |
| Champion                             | FICA (7e titre)         |
| Qualifications continentales         |                         |
| CFU Club Championship 2017           | Aucun                   |
| Promotions et relégations            |                         |
| Promus en Ligue Haïtienne            | Saint-Etienne de Jacmel |
| Promus en Ligue Haïtienne            | Eclair AC               |
| Relégués en Division 2               | Aigle Noir AC           |
| Relégués en Division 2               | Roulado FC              |
| Relégués en Division 2               | Inter de Grand-Goâve    |
| Relégués en Division 2               | Violette AC             |